# Euthyrrhapha bigeminata
Euthyrrhapha bigeminata är en kackerlacksart som beskrevs av Robert Walter Campbell Shelford 1907. Euthyrrhapha bigeminata ingår i släktet Euthyrrhapha och familjen Polyphagidae.
Artens utbredningsområde är Elfenbenskusten. Inga underarter finns listade i Catalogue of Life.